# Tromelin-sziget
Koordináták: d. sz. 15° 53′ 32″, k. h. 54° 31′ 29″15.892222°S 54.524722°E
Tromelin (franciául Île Tromelin) aprócska magányos sziget az Indiai-óceánban, Madagaszkártól kb. 350 km-re keletre. Területe alig 1 km², legmagasabb pontja 6 méter. Közigazgatási szempontból az Indiai-óceáni francia szigetek (franciául "Îles éparses de l'océan Indien") része, mely a Francia déli és antarktiszi területek öt régiójának egyike. A szigeten meteorológiai állomás működik, és egy egy kilométer hosszú leszállópálya is található repülőgépek számára. A tengeri teknősök keltetőhelye is egyben.
1722-ben fedezte fel egy francia hadihajó. Nevét egy másik hajó kapitányáról kapta, amely 1776-ban kereste föl. 1954-ben Franciaország elfoglalta, de Mauritius és Madagaszkár továbbra is vitatja a sziget hovatartozását.
1761. július 31-én az Utile francia hajó, amely rabszolgákat szállított Madagaszkárról Mauritiusra, zátonyra futott a szigetnél. A hajó legénysége tutajon eljutott Madagaszkárra kb. 60 rabszolgát maga mögött hagyva a szigeten. Tizenöt évvel később, 1776. november 29-én de Tromelin lovag (akiről a szigetet elnevezték), a La Dauphine francia hadihajó kapitánya kikötött a szigeten és megmentette a túlélőket – hét nőt és egy nyolc hónapos gyermeket. A régészeti leletek szerint a partra vetett rabszolgák az Utile roncsáról kimentett fémtárgyakból szerszámokat készíthettek és kőépületet is építettek, így maradhattak életben ilyen hosszú ideig a parányi földdarabon.